# Michał Kleofas Ogiński
Michał Kleofas Ogiński (Żyrardów, República de las Dos Naciones, 25 de septiembre de 1765 - Florencia, Gran Ducado de Toscana, 15 de octubre de 1833) fue un compositor, político y diplomático polaco, conocido por ser tesorero de la Mancomunidad polaco-lituana y senador del zar Alejandro I de Rusia.

## Biografía
Michał Kleofas Ogiński nació en Guzów, cerca de Żyrardów, el 25 de septiembre de 1765. Su padre era un noble perteneciente a la dinastía Rúrikovich que había desempeñado el cargo de gobernador de Trakai en el Gran Ducado de Lituania; su madre, Paulina Szembek, era hija del magnate polaco Marek Szembek, cuyos antepasados eran austríacos.
Ogiński estudió en casa, destacando especialmente en música y en las lenguas extranjeras. Estudió bajo la tutela de Józef Kozlowski, y más tarde tomó clases de violín de Giovanni Battista Viotti y de Pierre Baillot.
Ogiński trabajó como consejero del rey Estanislao II Poniatowski, apoyándolo durante el Gran Sejm de 1788-1792. En 1790, fue enviado a La Haya como representante diplomático de Polonia en los Países Bajos. También fue destinado a otras ciudades, entre ellas Constantinopla y París. En 1793, fue nombrado tesorero del Gran Ducado de Lituania.
Durante la Insurrección de Kościuszko en 1794, Ogiński formó su propia unidad. Tras el fracaso en el levantamiento, emigró a Francia, donde buscó el apoyo de Napoleón Bonaparte para ayudar a los polacos. La creación del Gran Ducado de Varsovia por el propio Napoleón fue el primer paso hacia la independencia de Polonia, haciendo que Ogiński le dedicase su única ópera, titulada Zelis y Valcour. En 1810, Ogiński se retiró de la vida política, instalándose en Vilna. Adam Jerzy Czartoryski se encargó de presentarlo ante el zar Alejandro I, que nombró a Ogiński senador ruso.
En sus últimos años de vida, Ogiński intentó convencer al zar para reconstruir el Estado polaco, aunque sin éxito. Se trasladó a Florencia en 1815, donde fallecería dieciocho años después. En la actualidad se encuentra enterrado en la Basílica de la Santa Cruz de la ciudad italiana.

## Obras
Como compositor, es más conocido por su polonesa Pożegnanie Ojczyzny (en español Adiós a la Patria), escrito en 1794 con motivo de su emigración a Europa occidental tras el fracaso de la Insurrección de Kościuszko. Esta obra, conocida por su melodía melancólica y la tristeza que refleja, puede ser considerada como uno de los primeros ejemplos del romanticismo en la música, adelantándose a Chopin en aproximadamente un cuarto de siglo. Sus veinte polonesas influyeron en toda una generación de compositores polacos, entre ellos Maria Szymanowska e Ignacy Feliks Dobrzyński, entre otros.
El director y teclista del grupo bielorruso Pesnyarý (en bielorruso: Песняры — «cantantes»), Viacheslav Sharápov, puso letra a la música de la polonesa Adiós a la Patria en bielorruso y en ruso, que fue luego traducida al polaco y ucraniano.